# إي. فرانسيس وايت
إي. فرانسيس وايت (بالإنجليزية: E. Frances White)‏ هي مؤرخة أمريكية، ولدت في 1949.